# Ischnacanthiformes
Ischnacanthiformes — викопний ряд риб вимерлого класу акантод (Acanthodii), що існував у ранньому девоні (418—409 млн років тому). Рештки представників ряду знайдені у Канаді, Велика Британія та Україні.

## Опис
Це були активні морські хижаки. Деякі види сягали до 2 метрів завдовжки. Зуби схожі на зуби акул. Перед кожним плавцем, крім хвостового, була велика колючка. Спинних плавців було два.